# Coluche, l'accident
Coluche, l'accident est un livre d'investigation écrit par Jean Depussé et Antoine Casubolo, publié en 2006, traitant de l'accident de moto qui a entraîné le décès de l'acteur-humoriste Coluche le 19 juin 1986. Jean Depussé enquête et décide d'évoquer ses recherches auprès d'Antoine Casubolo, qui continuera l'enquête. Jean Depussé meurt d'un cancer quelques semaines avant la parution de l'ouvrage.

## Description
Le 19 juin 1986, Coluche circule à moto entre Cannes et Opio, sur une route qu'il connaît bien, accompagné de deux amis également à moto, Ludovic Paris et Didier Lavergne. Le trajet s'étendrait de 16 h 15 — heure du départ de Coluche de Cannes — à 16 h 35, heure de son décès sur la route d'Opio. Il percute un camion qui, arrivant en face de lui, lui coupe la route pour tourner à gauche, sur une route de la commune de Grasse, situé en fin de ligne droite, au croisement de la route de Cannes et du chemin du Piol à Opio,.
D'après les recherches menées par les auteurs, Coluche, trublion politique, aurait été assassiné par les « services spéciaux ». Ils envisagent l’assassinat politique, s'appuyant sur les thèses d'une ancienne barbouze et d'un ex-policier restés anonymes, alors que Coluche avait programmé son retour pour septembre 1986 au Zénith dans un « spectacle au vitriol »,.

## Édition
- Jean Depussé et Antoine Casubolo, Coluche, l'accident, éditions Privé, 19 mai 2006, 227 p. (ISBN 978-2-35076-026-1)
- Jean Depussé et Antoine Casubolo, Coluche, l'accident, contre-enquête - réédition 2024 augmentée des interviews audio, Digital Index Editeur, 19 juin 2024, 222 p. (ISBN 9798328230049 et 9788899283278)